# Emotivismo
Na filosofia, o Emotivismo é uma visão metaética que reclama que as frases éticas não expressam proposições mas atitudes emocionais. Trata-se de uma forma de não cognitivismo ou expressivismo. Está em oposição a outras formas de não cognitivismo (quasirrealismo e perspectivismo universal), assim como todas as formas de cognitivismo (incluindo o realismo moral e o subjetivismo ético).
Influenciado pelo crescimento da filosofia analítica e do positivismo lógico no século XX, a teoria foi expressa vivamente por A. J. Ayer no seu livro de 1936 Language, Truth and Logic, mas o seu desenvolvimento deveu-se mais a C. L. Stevenson. 

## Teses
O Emotivismo está inserido em debates filosóficos mais amplos acerca da relação entre a moral e os sentimentos humanos, e possui perceptível influência humeana. Neste sentido, ele pode ser concebido como aceitando a tese do "emocionismo epistemológico", que afirma que nossos juízos morais estão essencialmente relacionados à emoções, rejeitando a tese do "emocionismo metafísico", que afirma que propriedades morais reais são essencialmente relacionadas à emoções. Assim, configura-se como uma forma de não-cognitivismo e uma variante do antirrealismo moral. 

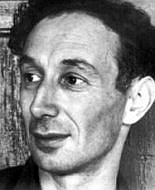
Alfred Jules Ayerfoi um dos pioneiros do Emotivismo na Filosofia Analítica.

No sistema emotivista, a frase "Matar é errado", por exemplo, trata-se apenas de uma expressão de sentimentos pessoais acerca de "matar", como um grito de horror ou uma vaia, e não uma proposição. A sentença portanto não possui nenhum valor-verdade. Não existiriam quaisquer fatos morais, e todo o discurso ético se resumiria em expressões de emoções pessoais diferentes.
Para argumentar a favor do Emotivismo, uma das possíveis vias é citar descobertas da neurociência que parecem demonstrar uma ligação forte entre julgamento moral e sentimentos; ou invocar o Argumento da Questão Aberta para questionar a plausibilidade de fatos morais decorrerem de fatos empíricos. 

## Críticas
O Emotivismo enfrenta críticas pesadas de seus oponentes cognitivistas, que apontam uma suposta desconexão entre suas doutrinas e o uso cotidiano dos raciocínios éticos, que eles dizem ser proposicionais (cognitivos). 
Uma grande dificuldade técnica para o emotivismo é o Problema de Frege-Geach, que trata da aparente incapacidade deste explicar usos mais complexos de sentenças morais, como em argumentos modus ponens do tipo:
P1:  Se matar é errado, então persuadir uma pessoa a matar é errado. . 
P2: Matar é errado.
C:  Persuadir uma pessoa a matar está errado/

O Emotivismo parece implicar que a afirmação "matar é errado" na condicional P1 não pode ter o mesmo sentido de "matar é errado" em P2, já que P1 não expressa uma desaprovação direta do homicídio. Mas se os significados destes juízos não forem iguais, acabamos com a conclusão absurda de que a conclusão não segue das premissas. 